# Rossella Como
Rossella Como (Roma, 29 de enero de 1939 - Roma, 20 de diciembre de 1986) fue una actriz y personalidad de televisión italiana.

## Biografía
Como comenzó su carrera profesional en tan sólo 16 años de edad como una presentadora de televisión, en el programa de RAI Primo applauso. Poco después, ella hizo su debut en el cine en un papel pequeño pero muy apreciado por la crítica en ella película de comedia Pobres, pero guapos por  Dino Risi.
A partir de ahí de Como apareció con cierta frecuencia en las películas y en la televisión, así como en el escenario. En 1973 fue autor y actriz principal de Roma Amor, un musical de éxito en donde alternaba canciones populares romanas y sonetos de Pier Paolo Pasolini y Trilussa. Murió de cáncer en 1986.